# 1863 no desporto
O ano de 1863 foi um ano importante para o desporto mundial.
Para o considerado desporto rei representou o verdadeiro início do seu desenvolvimento a nível mundial, com a criação em Londres da The Football Association que nesse ano definiu as regras do futebol.

## Eventos
- 24 de julho - Formação do Associação Leopoldina Juvenil localizada em Porto Alegre (Brasil), tendo o seu nome inicial sido Gesellschaft Leopoldina.
- 26 de outubro - Reunião histórica na Taberna Freemason's, em Great Queen Street, Londres de estudantes de Universidade de Rugby e Cambridge que decide separar os desportos praticados pelas duas universidades onde em um se joga com as mãos, rugby, e outro se joga com os pés, futebol. Foi aí criada a The Football Association.[2]
- Primeiro campeonato oficial de futebol do mundo, o Campeonato da Grã-Bretanha. Vencedor: Inglaterra.[3]
- Criação da The Football Association em Inglaterra, a mais antiga associação de futebol do mundo.
- Fundação do Stoke City Football Club em Inglaterra (conhecido como Stoke Football Club até 1925).
- Fundação do Percival House FC em Londres.
- Fundação do Royal Engineers AFC, equipe de futebol, representando o Royal Engineers, "Sappers", do Exército Britânico
- Criação do barco 470 (classe olímpica de vela) por André Cornu.

## Nascimentos
| Data         | Nome                | Profissão                                   | Nacionalidade    | Observações | Ref   |
| ------------ | ------------------- | ------------------------------------------- | ---------------- | ----------- | ----- |
| 1 de janeiro | Pierre de Coubertin | fundador dos Jogos Olímpicos da era moderna | França           | m. 1937     | [ 4 ] |
| 18 de março  | Edgar Syers         | patinador artístico                         | Reino Unido      | m. 1946     | [ 5 ] |
| 5 de julho   | Tibor von Földváry  | patinador artístico                         | Reino da Hungria | m. 1912     | [ 6 ] |